# Cryptotis andinus
Cryptotis andinus — вид вухатої землерийки, що походить із Колумбії.